# 쇼리키 마쓰타로
쇼리키 마쓰타로(일본어: 正力 松太郎, 1885년 4월 11일~1969년 10월 9일)는 5선 중의원 의원을 지낸 일본의 정치인이다.

## 생애

### 학창 시절
1885년 4월 11일에 도야마현 이미즈군 비와쿠비촌(지금의 이미즈시)에서 토건도급업자의 차남으로 태어났다. 쇼리키가 태어날 때 그의 아버지는 눈이 녹으면서 쇼가와강이 범람하여 복구 공사를 하고 있었기에 쇼리키가 태어나서 7일이 지나서야 아들을 보게 되었다. 오가미 소학교를 거쳐 구제 다카오카 중학교(지금의 도야마현립 다카오카 고등학교)에 진학했다. 이때 공부보단 몸을 단련해야 한다는 아버지의 말을 따라 기숙사에 들어가지 않고 매일 8km를 지카타비를 신고 걸어서 통학했다. 이후 구제 제사 고등학교(지금의 가나자와 대학)에 진학했는데 1906년에 구제고등학교와 구제전문학교 간 유도 대회에서 구제 제삼 고등학교를 꺾고 우승을 차지했다.
1907년 7월 도쿄 제국대학(지금의 도쿄 대학) 법과대학 독법과에 입학했다. 학업에는 별 관심이 없어 시험 전날이 되어서야 친구들에게 공책을 빌리는 일이 허다했다. 오죽하면 친구들 사이에선 "쇼리키가 그렇게 공책을 빌리는 건 자신의 공부를 위해서가 아니라 공책을 빌려준 사람의 성적을 낮추기 위함이 아닌가" 하는 얘기도 있었다. 1911년 7월에 대학을 졸업한 뒤 동향인 미나미 히로시의 추천으로 내각통계국에서 일하게 됐다.

### 관료 시절
1912년 11월에 고등문관시험에 합격하여 다음 해 6월 경찰관이 되어 경시청 경무부 경무과에서 근무했다. 1914년 6월에 경시로 승진해 니혼바시호리도메경찰서장이 되었으며 1917년에는 2월에 우시고메카구라자카경찰서장이 되었다가 9월에 경시청 제1방면 감찰관으로 발령받았다. 이때 와세다 소동을 진압했다.

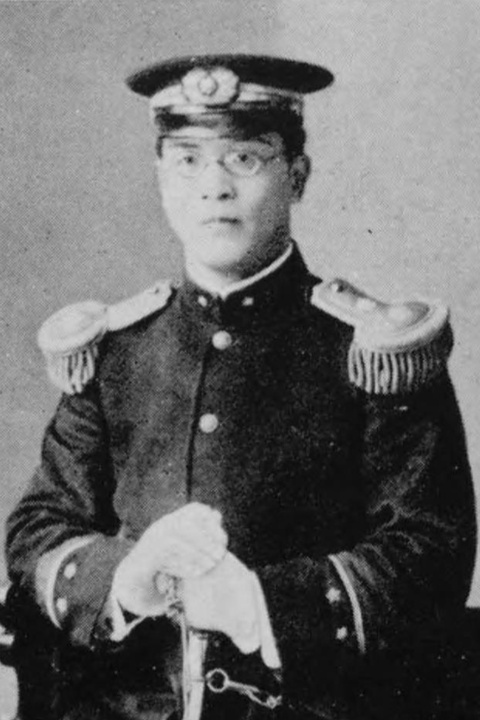
경시청 감찰관으로 근무하던 시절의 쇼리키(1918년).

1918년 10월에 쌀 소동 진압에 공을 세워 종6위에 서훈됐다. 1919년 6월에 경시청 경무부 형사과장이, 1921년 6월에 경시청 관방주사가 되었으며 관방주사로 있을 때 일본공산당에 대한 일제 검거 작전을 펼쳤다. 1923년 9월 간토 대지진이 일어나자 사회주의자들이 선동하여 폭동이 일어날 수 있다며 경계와 단속을 지휘했다. 이때 조선인 폭동설을 신문 기자들을 통해 유포시켜 간토 대학살이 일어나는 데 일조했다. 쇼리키는 1944년에 "잘못된 정보는 진재의 충격과 통신·전신의 단절로 인한 사람들의 의심과 착각에서 발생한 것으로 여기에 희롱당한 당시의 경시청은 사태 대응에 실패했다"라고 술회했다.
직후인 10월에 경시청 경무부장이 되었는데 12월에 도라노몬 사건이 발생하면서 이를 사전에 막지 못했다는 이유로 징계면직되었다. 직후 섭정궁(훗날의 쇼와 천황)으로부터 사면을 받았지만 관직에 복귀하는 데는 실패했다.

### 신문 경영
1924년에 고 세이노스케, 후지와라 긴지로 등 재계의 알선과 제도부흥원 총재 고토 신페이로부터 자금 지원을 받아 경영 부진에 빠져 있던 『요미우리 신문』의 경영권을 사들여 사장에 취임했다. 쇼리키는 신문사 주최 이벤트를 열고 지역판을 창설하고 일요일 석간 발행을 추진하면서 부수 확대에 나섰다.
『호치 신문』 판매국장을 지낸 무타이 미쓰오를 영입해 오사카 자본을 배경으로 하는 『도쿄아사히 신문』, 『도쿄니치니치 신문』 등과 판매 경쟁을 벌였다. 그리고 『요미우리 신문』의 전국 진출을 노리고 『규슈일보』 등 일본 각지의 지방지를 매수했지만 정부의 신문통제 정책으로 계획이 좌절됐다.
1935년 2월에 본사 현관 앞에서 괴한의 습격을 받아 목덜미를 베였다. 상처가 얕고 경동맥을 다치지 않아 생명에 지장을 없었지만 출혈이 심했다. 전 경찰관이던 범인은 『요미우리 신문』이 천황기관설을 지지한 점, 쇼리키가 메이저 리그 베이스볼 선수들을 초빙해 많은 이익을 남긴 점, 메이지 진구 야구장을 사용해 신역을 더럽힌 점을 사건 동기로 언급했다. 다만 조사와 공판 과정에서 경합 회사인 『도쿄니치니치 신문』 간부의 지시가 있었다는 점이 드러났다.
『요미우리 신문』의 전국지 계획은 전후에 본격화되어 1952년에 오사카요미우리 신문사를 설립해 염원하던 서일본 진출에 성공했다. 이후 삿포로시와 다카오카시에도 도쿄본사 직할 발행지사를 설립하고 1964년에는 오랫동안 시도하던 규슈에도 요미우리신문 서부본사를 설립하는 데 성공했다. 이로써 지방지에 불과하던 『요미우리 신문』은 『아사히 신문』, 『마이니치 신문』과 어깨를 나란히 하는 전국지로 발전했다.

### 텔레비전 사업
쇼리키는 텔레비전 방송에도 관심을 보여 덴쓰의 요시다 히데오를 찾아가 상담을 하고자 했다. 하지만 요시다는 쇼리키의 얘기에 적극적인 관심을 보이지 않았다. 1951년 10월 전파감리위원회에 닛폰 TV 방송망의 면허를 신청하고 다음 해 7월에 예비면허를 교부받았다. 이는 일본의 텔레비전 방송국으로는 처음이었다.
본래 쇼리키는 닛폰 TV 방송망의 본부를 도쿄에 두고 삿포로시에서 가고시마시까지 일본 각지에 지국을 설치해 전국에 방송을 송출하는 구상을 가지고 있었다. 하지만 우정성이 단일 자본으로 설립된 방송국이 복수의 현에 걸쳐 방송을 하는 것은 미디어의 과점 현상으로 이어질 우려가 있다며 난색을 표하자 결국 간토 지방에 국한된 지방방송국으로 개국해야 했다.
하지만 예비면허를 늦게 받은 일본방송협회는 미국제 장비를 수입하던 닛폰 TV 방송망과 달리 일본제 장비를 사용했기에 1953년 2월 1일에 닛폰 TV 방송망보다 일찍 방송을 개시했다. 닛폰 TV 방송망은 반 년이 늦은 8월 28일에서야 방송을 시작했는데 이는 일본 최초의 민영 방송이었다. 그리고 쇼리키는 닛폰 TV 방송망의 초대 사장에 취임했다.
당시 텔레비전 수상기는 서민들에게는 너무 비싼 물건이었다. 그래서 쇼리키는 수상기의 보급을 촉진하고 기업 스폰서를 구하고자 도쿄도내를 중심으로 한 번화가, 주요 철도역, 백화점, 공원 등 사람들이 모이는 장소에 텔레비전을 설치해 텔레비전에 대한 관심을 증폭시킴으로서 일반 가정으로의 텔레비전 보급을 꾀했다. 그 결과 역도산 등이 활약한 프로레슬링을 비롯한 스포츠 중계를 보기 위해 관중이 쇄도했고 스폰서의 설득도 주효하여 닛폰 TV 방송망은 개국하여 불과 반 년 만에 흑자 전환에 성공했다.
1958년 10월에 도쿄의 텔레비전 방송탑인 도쿄 타워가 완성되자 NHK를 비롯한 방송국들이 도쿄 타워에 기간송신소를 설치했다. 하지만 쇼리키는 이를 거부하고 고지정의 본사 철탑에서 계속 송신했으며 신주쿠구에 높이 550m의 쇼리키 타워 건설을 구상했다. 1968년에 기공식도 열었지만 쇼리키가 다음 해에 사망하면서 공사가 흐지부지됐다. 그리고 1970년에 닛폰 TV 방송망의 기간송신소도 도쿄 타워로 이전했다. 쇼리키 타워 공사부지는 나중에 닛폰 TV 방송망의 자회사인 니혼 텔레비전 서비스와 니혼 텔레비전 골프 가든이 들어섰지만 1997년에 매각되었고 2012년에 주상복합건물인 신주쿠 이스트사이드 스퀘어가 건축되었다.

### 정치인 시절
쇼리키가 정계에 입문한 건 1940년에 대정익찬회 총무로 취임했을 때다. 1943년 6월엔 내각정보국 참여가 되었고 1944년 5월에는 귀족원 칙선의원이, 10월에는 고이소 내각 고문이 되었다. 하지만 전후에 연합군 최고사령부에 의해 A급 전범으로 지목돼 스가모 구치소에 수감됐고 1946년 1월에는 공직 추방을 당했다. 4월에는 귀족원 의원직도 잃었다. 1947년 9월에 불기소가 결정되면서 석방되었다.
그리고 1955년 2월 총선에 무소속으로 출마해 당선되면서 다시 의원이 되었다. 같은 해 11월에 제3차 하토야마 이치로 내각에서 홋카이도 개발청 장관으로 취임하면서 처음 입각했다.
1956년 1월에는 초대 원자력위원장을 겸임하게 되어 5년 뒤에 원자력 발전소를 건설하겠다는 구상을 발표했다. 이에 원자력위원 유카와 히데키는 "동력 협정이나 동력로 도입 등의 결단은 우리나라의 원자력 발전의 장래에 대해 장기적으로 중대한 영향을 미친다. 신중하고 또 신중하게 생각해야 한다"라며 항의의 뜻으로 사임했으나 주변의 만류로 철회했다. 하지만 쇼리키와의 지속적인 대립 끝에 1년 뒤에 사임하게 된다. 쇼리키는 5월에 과학기술청이 신설되자 초대 장관을 겸임했다.
1957년 7월 제1차 기시 내각 (개조)이 발족하자 국가공안위원장 겸 과학기술청 장관 겸 원자력위원장에 취임해 다시 내각에 돌아왔다. 국가공안위원장으로서 쇼리키는 경찰차와 이동통신 도입을 추진하여 경찰의 근대화에 공헌했다.
1964년 11월 훈1등 욱일대수장을 수훈했고 1965년 6월에 명예 다카오카시민, 다이몬정민이 되었다.

### 사망
요양중이던 국립 아타미 병원에서 1969년 10월 9일 1시경에 돌연 의식이 약해지고 혈압이 낮아졌다. 의료진들이 즉시 조치를 취했으나 3시 50분경에 사망했다. 14일에 일본무도관에서 장례가 거행됐으며 묘소는 가나가와현 가마쿠라시의 엔가쿠지에 있다. 사후에 종2위에 추서됐고 훈1등 욱일동화대수장이 추증됐다.

## CIA와의 연관성
와세다 대학 교수 아리마 데쓰오는 『슈칸신초』 2006년 2월 16일호에 투고한 글이 큰 반향을 일으켰다. 그 내용은 쇼리키가 전범으로 기소되지 않고 스가모 구치소를 출옥한 뒤 미국 중앙정보국(CIA)의 비밀 공작에 협력했다는 것으로 미국 국립문서기록관리청이 공개한 외교 문서가 그 근거였다. 또한 닛폰 TV 방송망과 CIA의 관련 연표를 작성해 두 기관이 밀접한 관계에 있다고도 주장했다.
CIA는 소련과 냉전이 한창일 때 일본에 원자력을 수출하고자 작전명 KMCASHIR라는 심리전을 반복해 일본 국민의 원자력에 대한 공포심을 없애기 위해 『요미우리 신문』을 필두로 한 쇼리키의 미디어를 이용했다. 또한 일본에 파견된 CIA 첩보부원 다니얼 스탠리 왓슨은 미국이 내세우는 프로파간다인 평화를 위한 원자력을 대중에게 침투시키고자 쇼리키와 친밀한 사이인 언론인 시바타 히데토시에게 접촉했다.
일본에서 텔레비전 방송과 원자력 발전소가 도입된 건 쇼리키와 CIA의 이해가 일치했기 때문이었다. 그 결과 쇼리키에게는 'podam', 요미우리 신문사와 닛폰 TV 방송망에는 'podalton'이라는 암호명이 부여되었다. CIA는 이들을 통해 일본 정계에 개입하는 Operation Podalton 계획을 진행했다. 이에 관한 대량의 파일이 미국 국립문서기록관리청에 남아 있었던 것이다.

## 쇼리키를 연기한 배우
- 츠가와 마사히코: 2002년 TV 도쿄 드라마 『일본 프로 야구를 만든 남자들』
- 오모리 타츠시: 2018년 영화 『국화와 단두대』

## 역대 선거 기록
|  | 22.8% |

|  | 29.3% |

|  | 24.1% |

|  | 32% |

|  | 26.7% |

## 같이 보기
- 쇼리키 마쓰타로상

## 참고 문헌
- 自伝 『正力松太郎 悪戦苦闘』〈人間の記録〉日本図書センター、1999年（復刻新版）
- 佐野眞一 『巨怪伝 正力松太郎と影武者たちの一世紀』 文藝春秋、1994年、文春文庫（上・下）、2000年
- 柴田秀利 『戦後マスコミ回遊記』 中央公論社、1985年、中公文庫（上・下）、1995年
- 春名幹男 『秘密のファイル CIAの対日工作』（上・下） 共同通信社、2000年、新潮文庫、2003年
- 神松一三 『「日本テレビ放送網構想」と正力松太郎』 三重大学出版会、2005年
- 有馬哲夫 『日本テレビとCIA 発掘された「正力ファイル」』 新潮社、2006年、宝島社・文庫、2011年
- 有馬哲夫 『原発・正力・CIA 機密文書で読む昭和裏面史』 新潮新書、2008年
- 有馬哲夫 『昭和史を動かしたアメリカ情報機関』 平凡社新書、2008年
- 有馬哲夫 『CIAと戦後日本』 平凡社新書、2010年
- Richard Krooth, Morris Edelson, 福来寛（カリフォルニア大学サンタクルーズ校教授）共著"Nuclear Tsunami: The Japanese Government and America's Role in the Fukushima Disaster" Lexington Books, 2011年
- 《ニューズウィーク日本版別冊 激動の昭和》 (일본어), TBSブリタニカ, 1989
- 時事通信社 (1920), 《時事年鑑》 (일본어), 時事通信社